# خنضیری
خنزیری
، روستایی از توابع بخش سویسه شهرستان کارون در استان خوزستان ایران است.

## جمعیت
این روستا در دهستان سویسه قرار دارد و براساس سرشماری مرکز آمار ایران در سال ۱۳۸۵، جمعیت آن ۱۱۶ نفر (۱۵خانوار) بوده‌است.